# Carl Fredrik Hill

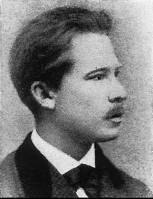
Carl Fredrik Hill

Carl Fredrik Hill (* 31. Mai 1849 in Lund; † 22. Februar 1911 ebenda) war ein schwedischer Maler und besonders durch seine Zeichnungen bekannt. Er wird der Epoche des Impressionismus zugeordnet. Hill gilt zudem als Vorläufer des Expressionismus.

## Leben
Carl Fredrik Hill wurde 1849 in der südschwedischen Universitätsstadt Lund als Sohn des Mathematikers Carl Johan Hill geboren. Er studierte gegen den Wunsch seines Vaters an der Stockholmer Kunstakademie Malerei und setzte seine Studien ab 1873 bei Camille Corot und Gustave Courbet in Paris fort, wo er mehrere Jahre lebte und arbeitete. Inspiriert durch die Schule von Barbizon und besonders durch das Vorbild Corots malte er in dieser Zeit überwiegend Landschaften.
1878 bekam er, mit nur 28 Jahren, nach dem Tod des Vaters und einer Schwester eine schwere Psychose (möglicherweise eine Schizophrenie). Nach mehreren Jahren Klinikaufenthalt kehrte er 1883 nach Lund zurück und wurde bis zu seinem Tod von seiner Mutter und seiner Schwester gepflegt. In dieser Zeit entstand sein bedeutendes zeichnerisches Werk.
In seinen letzten Lebensjahren litt Hill unter Halluzinationen und Verfolgungswahn, was sich auch in seinen Zeichnungen widerspiegelt.
24 Gemälde auf Leinwand und fast 2600 Zeichnungen aus seinem Nachlass befinden sich in den Archiven des Malmöer Kunstmuseums. Weitere Bilder und Zeichnungen finden sich unter anderem im Schwedischen Nationalmuseum und im Kunstmuseum Prins Eugens Waldemarsudde.

Seine-Landschaft bei Bois-Le-Roi
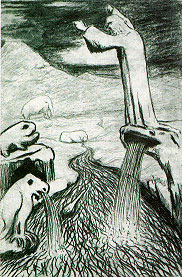
Prophet in Urzeitlandschaft
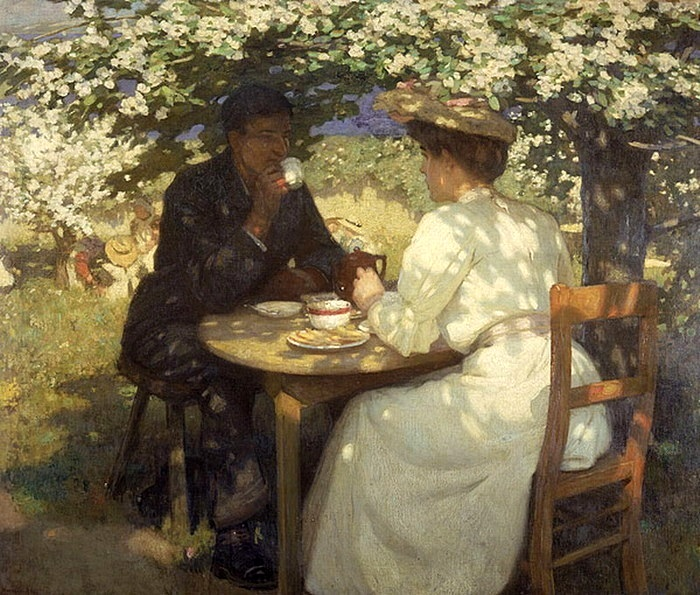
Eine Tasse Tee
Landschaft mit Kutsche